# Свантессон, Элизабет
Карин Элизабет Свантессон (швед. Karin Elisabeth Svantesson, в девичестве Лундин, Lundin; род. 26 октября 1967, Люкселе, Вестерботтен) — шведский политический и государственный деятель. Первый заместитель председателя Умеренной коалиционной партии с 2019 года. Министр финансов Швеции с 18 октября 2022 года. Депутат риксдага от лена Эребру с 2006 года. В прошлом — министр по делам рынка труда Швеции (2013—2014).

## Биография
Родилась 26 октября 1967 года в Люкселе, где служил её отец — пастор Альвар Лундин (Alvar Lundin). Мать — учительница Карин Лундин (Karin Lundin), в девичестве Маттссон (Mattsson).
В 1986 году окончила гимназию в Эстерсунде. В 1991 году Свантессон окончила экономический факультет Университета Эребру, получила степень бакалавра (Fil.mag.). В 2001 году получила степень магистра (Fil.mag.) на экономическом факультете Уппсальского университета. Поступила в докторантуру Университета Эребру. В 2006 году получила степень лиценциата экономики (Ekon.lic.) в Университете Эребру.
В 2002—2006 годах — муниципальный депутат в Эребру.
По результатам парламентских выборов 2006 года избрана депутатом риксдага. В риксдаге она заняла позицию члена Комитета экономики труда (2006—2010). В ноябре 2009 года вошла в совет правления Государственного аудиторского управления Швеции. Переизбрана на парламентских выборах 2010 года, была членом Комитета ЕС (2010—2012), членом Комитета финансов (2010—2012), председателем Комитета по рынку труда (2012—2013), членом коллегии Госконтроля (2009—2010) и парламентского совета Госконтроля (2011—2012).
17 сентября 2013 года премьер-министр Швеции Фредрик Райнфельдт назначил Свантессон министром по делам рынка труда. Исполняла обязанности до 3 октября 2014 года.
После поражения партии на выборах 2014 года, она вернулась в риксдаг, где была заместителем председателя Комитета социального обеспечения (2014), заместителем председателя Комитета по рынку труда (2014—2017), заместителем председателя Финансового комитета (2017—2018, 2019—2022), председателем Финансового комитета (2018—2019, 2022), членом военной делегации (2013—2022).
В 2012—2013 годах заместитель председателя и в 2014—2018 годах — член правления фонда Riksbankens Jubileumsfond (RJ).
11 декабря 2014 года Свантессон была назначена пресс-секретарем по вопросам политики занятости Умеренной коалиционной партии. 17 декабря 2014 года её кандидатура была выдвинута на пост второго заместителя лидера Умеренной партии, 10 января 2015 года она была избрана на эту должность. С 2017 года она занимает пост представителя партии по политико-экономическим вопросам. В октябре 2019 года Свантессон избрана первым заместителем лидера Умеренной партии.
18 октября 2022 года получила портфель министра финансов Швеции в правительстве Кристерссона.

## Личная жизнь
Свантессон замужем, имеет трёх сыновей и живет в Эребру, лен Эребру.

## Отношение к религии
В начале своей карьеры она была членом религиозной общины «Слово жизни», крупнейшего прихода в шведском движении «Движение веры». Её отец был пастором, поэтому она также посещала местную церковь «Odenslundskyrkan» в «Equmeniakyrkan». Также она была членом движения против абортов «Yes to Life». Когда её назначали министром труда, премьер-министр Фредрик Райнфельдт отметил, что её прошлый религиозный опыт не имеет ничего общего с новой работой.